# مدى التغطية

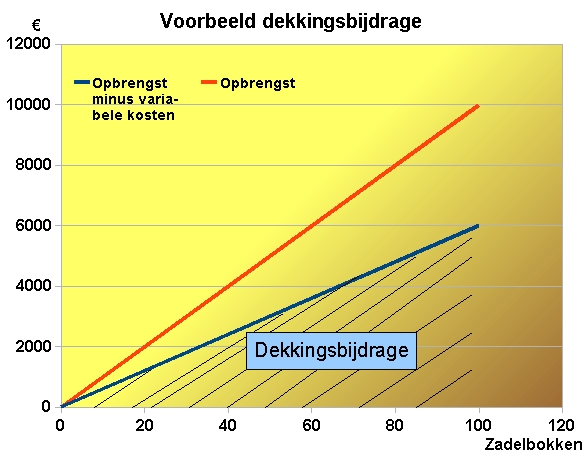

هامش المساهمة ( الربح الحدي ) Contribution margin مصطلح من علم الاقتصاد الجزئي microeconomics وهو الفارق بين مداخيل المبيعات والتكلفة المتغيرة للإنتاج. ويعطي هذا الرقم مدى تغطية مداخيل المبيعات للتكاليف الثابتة.
هامش المساهمة ( الربح الحدي ) = المبيعات - التكاليف المتغيرة،
المبيعات = السعر * الكمية المباعة